# Van Gogh, la passió de viure
 Van Gogh, la passió de viure (títol original en anglès: Lust for Life) és una pel·lícula estatunidenca dirigida per Vincente Minnelli i George Cukor, estrenada el 1956 i doblada al català.

## Argument
Biografia de la vida del pintor Vincent van Gogh.

## Crítica
Protagonitzada per Kirk Douglas, la pel·lícula va narrant les tribulacions de Vincent Van Gogh des dels seus flirtejos inicials amb la predicació religiosa a les pobres regions mineres de Bèlgica, fins al seu contacte amb els innovadors pintors impressionista ubicats a París, passant pels seus primerencs contactes amb la pintura al seu país natal (on dibuixava els camperols realitzant la tasques més quotidianes); les seves inestables relacions amoroses i amistoses, i el vincle afectiu més important que va mantenir en la seva agitada existència, el seu germà Theo, familiar que el va ajudar durant tota la seva vida tant com a suport emocional, i com a suport econòmic perquè Vincent pogués sobreviure al lloc on fos, Països Baixos, Arles o París.
En aquests llocs va procurar desenvolupar el seu geni pictòric en contacte amb altres artistes (Seurat, Monet, Pissarro o el seu millor amic Paul Gauguin, interpretat per Anthony Quinn —que seria guardonat amb l'oscar al millor actor secundari—) i sota la presència de la seva millor influència: els fenòmens naturals, la llum, el sol, el vent, les estrelles... Tot això expressat amb el seu vigoritzant sentit del color i el seu traç gruixut i ondulant.

## Rebuda
- "Vibrant recreació de la turmentada vida del pintor. Passió, emoció i obsessió es donen cita en aquesta interessantíssima història en la qual el genial director va plasmar, amb una habilitat sorprenent, el colorit dels quadres."[2]
- "Impecable adaptació (...) plasmada amb inusitada vitalitat (...) relat apassionant (...) impossible imaginar Van Gogh amb altres trets que no siguin els de Kirk Douglas. Anthony Quinn va obtenir un merescut Oscar encarnant a Gauguin, per una intervenció que no ocupa més de deu minuts, d'una intensitat encomiable."[3]

## Repartiment
- Kirk Douglas: Vincent Van Gogh
- Anthony Quinn: Paul Gauguin
- James Donald: Theo Van Gogh
- Pamela Brown: Christine
- Everett Sloane: Doctor Gachet
- David Bond: Georges Seurat
- Laurence Naismith: Doctor Bosman
- Isobel Elsom: Madame Stricker
- Niall MacGinnis: Roulin
- Noel Purcell: Anton Mauve
- Henry Daniell: Theodorus Van Gogh
- Madge Kennedy: Anna Cornelia Van Gogh
- Jill Bennett: Willemien
- Lionel Jeffries: Doctor Peyron

## Premis i nominacions

### Premis
- 1957: Oscar al millor actor secundari per a Anthony Quinn (tot i que només surt 9 minuts a la pel·lícula)
- 1957: Globus d'Or al millor actor dramàtic per a Kirk Douglas

### Nominacions
- 1957: Oscar al millor actor per a Kirk Douglas
- 1957: Oscar al millor guió adaptat per a Norman Corwin
- 1957: Oscar a la millor direcció artística per a Cedric Gibbons, Hans Peters, E. Preston Ames, Edwin B. Willis i F. Keogh Gleason
- 1957: Globus d'Or a la millor pel·lícula dramàtica
- 1957: Globus d'Or al millor director per a Vincente Minnelli
- 1957: Globus d'Or al millor actor secundari per a Anthony Quinn